# Der Wixxer
Der Wixxer ist eine deutsche Filmkomödie aus dem Jahr 2004 des Regisseurs Tobi Baumann. Der nach einem Drehbuch von Oliver Kalkofe, Oliver Welke und Bastian Pastewka entstandene Film parodiert die Edgar-Wallace-Filme der 1950er und 1960er Jahre, insbesondere den Film Der Hexer von 1964. 2007 erschien die Fortsetzung Neues vom Wixxer in den deutschen Kinos.

## Handlung
In den Wäldern bei London liegt das mysteriöse Blackwhite Castle, eines der letzten „Schwarz-Weiß-Schlösser“ im Vereinigten Königreich. Dort residiert der Earl of Cockwood und geht seinen üblen Machenschaften nach. Eines Tages verirrt sich das sächselnde Ehepaar Dubinsky aus Bitterfeld in den Wäldern und wird Zeuge eines Mordes: Ein Lieferwagen überfährt den Mönch mit der Peitsche – der Wixxer hat wieder einmal zugeschlagen. Der Wixxer ist ein gefährlicher, mit Zylinderhut und einem knöchernen Schädel maskierter Verbrecher, der die Herrschaft in der Londoner Unterwelt übernehmen will und deshalb diverse Banditen aus der britischen Verbrecherszene tötet.
Scotland Yard setzt daraufhin seinen – vermeintlich – besten Mann auf den Fall an: Chief Inspector Even Longer. Dieser hat Schuldgefühle aufgrund des Todes seines Partners Rather Short, der vom Wixxer erschossen wurde. Unterstützung bekommt der Chief Inspector von seinem neuen Partner, Inspector Very Long, der ein begnadeter Jo-Jo-Spieler ist. Als Hauptverdächtiger gerät der Earl of Cockwood ins Visier der beiden Fahnder. Der Earl ist offiziell Mopszüchter, obwohl er mehr mit anderen (kriminellen) Dingen beschäftigt ist und einen gutgehenden Schmugglerring für Girlgroups leitet. Doch letztlich bereitet der Wixxer auch ihm – wie der gesamten Unterwelt Englands – Kopfzerbrechen.
Die Ermittlungen führen die beiden Inspektoren schließlich zurück nach London, wo sie auf den dubiosen Harry Smeerlap treffen, einen Handlanger Cockwoods, der mit allen Mitteln versucht, seine Machenschaften und die seines Brötchengebers zu verheimlichen. Dabei wird Longer beinahe von einem anderen Kriminellen, dem Dicken Hai, getötet, welcher kurz darauf vom Wixxer mit von Cockwood gestohlenen Piranhas ermordet wird. Aufgrund dieser Spur fährt Longer allein nach Schloss Blackwhite, wobei er einen Autounfall hat und daher Cockwood nicht verhaften und nach London bringen kann. Stattdessen wird er – nach einem vergeblichen Versuchs Smeerlaps, ihn mit einer Klapperschlange umzubringen – in einem Zimmer mit Jennifer Pennymarket (auf Schloss Blackwhite angestellt „wegen der Möpse“) einquartiert. Dort sehen sie sich eine Talkshow an, in der der Frosch mit der Maske interviewt wird. Dieser behauptet, zu wissen, wer der Wixxer sei, wird jedoch vom als Talkmaster verkleideten Wixxer erschossen.
Zeitgleich gesteht die Haushälterin auf Schloss Blackwhite, Ms. Drycunt, Long und Dubinsky, dass Ms. Pennymarket die Tochter des letzten Lord Blackwhite und somit die rechtmäßige Besitzerin des Schlosses ist. Als sie dies versehentlich Cockwood mitteilt, erwürgt dieser sie und fasst den Plan, Jennifer zu heiraten. Long und Dubinsky werden vom Tauben Jack nach Schloss Blackwhite entführt und dort eingekerkert. Cockwoods Söhne Pomeroy und Fitzgerald bauen eine Todesmaschine, um die beiden zu beseitigen.
Longer ist zwischenzeitlich nach London zurückgekehrt und ermittelt zusammen mit Sir John und Gerichtsmediziner Dr. Brinkman in der Bar „Fishy Fingers“, wo sich Smeerlap für gewöhnlich aufhält. Smeerlap kann Longer beinahe erschießen, in der letzten Sekunde wird er jedoch selbst vom Wixxer erschossen. Dieser teilt Longer mit, dass er Ms. Pennymarket heiraten will. Daraufhin fährt Longer zum dritten Mal nach Schloss Blackwhite, kann dort Ms. Pennymarket von der Heirat mit Cockwood abhalten und im letzten Moment Long und Dubinsky retten. Die Todesmaschine tötet stattdessen Pomeroy und Fitzgerald.
Schlussendlich kommt es zu einer Verfolgungsjagd auf Fahrrädern, die im Hafen unweit des „Fishy Fingers“ endet, wobei nahezu alle (noch lebenden) Filmcharaktere anwesend sind. Der Earl of Cockwood wird von einem Schwertfisch aufgespießt und stirbt. Nach zwei vergeblichen Versuchen können Long und Longer den Wixxer enttarnen: Es handelt sich um den totgeglaubten Rather Short, dieser hatte während eines vergangenen Versuches, den ursprünglichen Wixxer zu stellen, diesen getötet, die Leiche des ursprünglichen Wixxers als seine eigene ausgegeben und die Identität des Wixxers übernommen. Scheinbar tötet er sich selbst mit einem Skorpionring; dieser ist jedoch eine Fälschung, und nun bedroht er die Anderen. Schließlich wird er von Long mit dessen Jo-Jo-Künsten abgelenkt, lässt seine Waffe fallen und fällt ins Wasser. Dort verliert Rather Short durch einen Pistolenwurf das Bewusstsein und geht im Wasser unter.
Nach dem Abspann sieht man, wie der Wixxer aus dem Wasser wieder auftaucht und mit einer Rikscha davonfährt.

## Entstehungsgeschichte
Ursprünglich war Der Wixxer eine „Krimiserie“ in der Radio-Comedysendung Das Frühstyxradio. Als in der letzten Folge die Identität des Wixxers bekannt werden sollte, goss Onkel Hotte seinen Kaffee – mit Milch, Zucker und etwas Senf – in die Bandmaschine, so dass die Identität nicht offiziell gelöst wurde.
In einem alternativen Ende, das im Zuge einer Sondersendung (Kalk und Welk in Die Stunde, die es nicht gibt) ausgestrahlt wurde, ist der Wixxer der Erzähler, der den Schwachsinn der Protagonisten aufhalten wollte und somit böse wurde.
Große Teile des Films wurden in Tschechien gedreht. Drehorte waren unter anderem die Hostivar-Studios, das Bergwerk Kladnice sowie die nähere bis weitere Umgebung von Prag. Der Film entstand innerhalb von sechs Wochen im Frühjahr 2003. Das Drehbuch entstand durch Ideen von Bastian Pastewka, Oliver Kalkofe und Oliver Welke. Produziert wurde der Film von der Münchner Rat Pack Filmproduktion. Das Budget des Films wurde auf rund 4,7 Millionen Euro geschätzt.
Mit Grit Boettcher als Kellnerin, Eva Ebner als Miss Drycunt und Wolfgang Völz als Sir John wirken drei Schauspieler mit, welche bereits in den Edgar-Wallace-Filmen mitgespielt haben. Ursprünglich wollten die Macher auch Joachim Fuchsberger dafür gewinnen, der allerdings empört ablehnte, als er den Titel hörte. Nachdem Kalkofe und Pastewka ihm jedoch eine DVD des Films geschickt hatten, sah er sich den Film an, war davon begeistert und sagte für eine Fortsetzung zu.
Die Besetzung von Achim Mentzel als dem ursprünglichen Wixxer geht auf eine humoristische Fehde der neunziger Jahre zurück, als Mentzel und seine Gäste der Volksmusiksendung Achims Hitparade regelmäßig von Oliver Kalkofe in Kalkofes Mattscheibe persifliert wurden.

## Ausstrahlung

### Kino
Die Uraufführung fand am 10. Mai 2004 in München statt. Kinostart in Deutschland und Österreich war am 20. Mai 2004. In Deutschland wurden rund 1,9 Millionen Kinobesucher gezählt. In der deutschen Jahresliste 2004 aller Produktionen nach Zuschauerzahlen rangierte er damit auf Platz 18, in der Jahresliste 2004 der deutschen Produktionen auf Platz 4.

### Medien
Der Film wurde auf VHS-Videokassette, auf Einzel-DVD und einer „Deluxe Edition“ genannten Doppel-DVD veröffentlicht, welche auf einer zweiten Disc zahlreiches Bonusmaterial enthält. Die erste Disc der Doppel-DVD ist nicht, wie oft üblich, mit der Einzel-DVD identisch, sondern enthält neben dem Hauptfilm zwei Audiokommentare, die Einzel-DVD wurde hingegen ohne Audiokommentar veröffentlicht. Auch ist das Hauptmenü auf der Zwei-Disc-Version verändert und mit Begleitkommentaren von Christoph Maria Herbst in seiner Rolle als Alfons Hatler unterlegt. Im Mai 2021 wurde der Film erstmals auf Blu-ray veröffentlicht.

### Fernsehen
In Deutschland lief die Free-TV-Premiere am 1. Oktober 2006 auf ProSieben. Diese verfolgten insgesamt 3,63 Millionen Zuschauer bei 10,8 Prozent Marktanteil, in der werberelevanten Zielgruppe waren es 2,78 Millionen bei 10,8 Prozent Marktanteil.

## Musik
Der Titelsong The Wizard wurde von der Band Right Said Fred gemeinsam mit Anke Engelke (als Doris Dubinsky) gesungen. The Wizard ist eine Coverversion eines Stücks der Band Madness und erschien im Original 1999 auf dem Album Wonderful. Kalkofe ist seit langer Zeit bekennender Madness-Fan. Für den Nachfolgefilm Neues vom Wixxer konnte er die Band selbst für eine Zusammenarbeit gewinnen und musste nicht mehr auf eine Coverversion zurückgreifen. Das Soundtrack-Album zum zweiten Film enthält auch das Madness-Original von The Wizard.

## Kritiken
„In einer Mischung aus teilweise infantilem, teilweise geschmacklosem Humor entwickelt sich eine Farce, die ihre Vorbilder genau kennt und hinter deren Oberfläche sich die Sehnsucht nach einer (Film-)Tradition und einer Zeit zu erkennen gibt, in der das Erzählen noch Traumwelten imaginiert hat. Ein unangestrengtes Beispiel für zeitgemäße Unterhaltung im Retro-Look.“

„Bis ins Detail liebevoll gestaltet, erwecken schon die Kulissen und die Kostüme den Eindruck, als würde die Serie [von Edgar-Wallace-Kriminalfilmen] fortgesetzt und nicht parodiert. Doch auch die Witze sitzen. Zum Wortwitz gesellen sich Absurditäten, die den Spaß auf die Spitze treiben.
‚Der Wixxer‘ folgt der Tradition amerikanischer Vorbilder wie ‚Die nackte Kanone‘ und macht es keinen Deut schlechter. Fazit: Die beste deutsche Kinokomödie seit Jahren – wer hier nicht lachen muss, der ist garantiert schon tot.“

„Und nein, der Wixxer ist im Film nicht wie damals der von Dietmar Wischmeyer gesprochene Erzähler des Hörspielmehrteilers. Vielleicht hätte es aber gerade dessen abgründigen Humors bedurft, um aus dem Kalkofe-Film eine wirklich gute Parodie zu machen.“

„Der Wixxer, dies einmal vorweg, gelingt und unterhält, wenn auch in denkbar bescheidenem Rahmen. Die Story ist hier das Unwichtigste und dient eher als Startrampe für ein halbwegs flottes Spiel mit dem Wallace-Touch.“

## Auszeichnungen
Die Filmmusik von Andreas Grimm gewann den Preis der deutschen Filmkritik 2005 in der Kategorie „Beste Musik“.

## Fortsetzungen
Die Macher von Der Wixxer planten bereits 2004, eine Trilogie zu produzieren, wieder in Anlehnung an den Film Der Hexer.
Nach Der Hexer gab es den Folgefilm Neues vom Hexer. Entsprechend wurde der Titel des zweiten Teils von Der Wixxer 2007 Neues vom Wixxer genannt. Neues vom Wixxer startete am 15. März 2007 in den deutschen Kinos, in Vorpremieren war der Film bereits einen Tag zuvor zu sehen.
Nach Ansicht der Produzenten hätte es schon wegen des Titels einen dritten Teil geben müssen. Dieser sollte den Titel Triple WixXx – Mönche mögen’s heiß, in Anlehnung an die Filme xXx – Triple X und Manche mögen’s heiß, tragen. Nachdem sich das Projekt immer wieder verzögert hatte, gab Kalkofe im August 2015 bekannt, dass Triple WixXx aufgrund des Ausstiegs von Bastian Pastewka nicht gedreht wird. In der Folge Der Piepser der Serie Pastewka werden die fiktiven Dreharbeiten zum dritten Teil gezeigt.